# 善養寺幸子
善養寺 幸子（ぜんようじ さちこ、1966年 - ） は、日本の女性ソーシャルシステムクリエーター。環境コンサルタント。女性建築家・一級建築士事務所オーガニックテーブル株式会社代表取締役。株式会社エコエナジーラボ 代表取締役。社団法人日本建築家協会環境行動委員会委員。有限責任中間法人環境ビジネスウィメン理事, 事務局長。eco japan cup事務局長。日本建築家協会、東京建築士会会員。現代和装スタイリストも務めている。
2004年に当時の小池百合子環境大臣の呼びかけで発足した環境ビジネスウィメンの第1期メンバー。環境省環の国くらし会議分科会メンバー。中央環境審議会臨時委員。
現在、環境建築分野のオピニオンリーダー的存在で環境と共生した社会づくりに取り組み、健康や環境、省エネルギーなどに配慮する独創な環境住宅を提案。
東京生まれ。 東京都立工芸高等学校金属科卒業。東京都立品川高等職業技術専門校建築製図科卒業。都祭建築構造設計事務所、環境設計総合建築事務所を経て、 1993年 二級建築士事務所綱島幸子設計事務所を開設し独立。 1998年 一級建築士事務所オーガニックテーブル開設。2001年法人化。
フォレストモア木の国の住宅デザインコンペ2003最優秀賞（高橋賞）。その他全日本建築士会連合会実践奨励賞。エネルギー機構環境賞エネルギー住宅賞、第5回板硝子協会会長賞、第6回ベターリビング理事長賞、など。
代表作は、アクティブエコ住宅（善養寺・綱島邸）など。

## 参考
- プロの職能を密室で侮辱する裁判官: 薄唇短舌＠平成庚寅年
- 日経アーキテクチュア（8－21）